# Jurij Selichov
Jurij Gennad'evič Selichov (in russo Юрий Геннадьевич Селихов?; Kupino, 22 gennaio 1943) è un ex cestista e allenatore di pallacanestro sovietico, dal 1991 russo.

## Carriera
Con l'Unione Sovietica ha disputato i Campionati mondiali del 1967, i Campionati europei del 1967 e i Giochi olimpici di Città del Messico 1968.
Da allenatore ha guidato la Squadra Unificata ai Giochi olimpici di Barcellona 1992 e la Russia ai Campionati europei del 1993.

## Palmarès

### Giocatore
- Campionato sovietico: 2

CSKA Mosca: 1968-69, 1969-70
- Coppa dei Campioni: 2

CSKA Mosca: 1968-69, 1970-71

### Allenatore
- Campionato sovietico: 4

CSKA Mosca: 1980-81, 1982-83, 1983-84, 1987-88